# Браунли, Скотт
Скотт Александр Браунли (англ. Scott Alexander Brownlee; род. 19 марта 1969, Крайстчерч) — новозеландский гребец, выступавший за сборную Новой Зеландии по академической гребле на всём протяжении 1990-х годов. Двукратный серебряный призёр этапов Кубка мира, участник трёх летних Олимпийских игр.

## Биография
Скотт Браунли родился 19 марта 1969 года в Крайстчерче, Новая Зеландия. Сын известного новозеландского гребца Марка Браунли, участника Олимпийских игр 1964 и 1968 годов.
Дебютировал в гребле на взрослом международном уровне в сезоне 1991 года, когда вошёл в основной состав новозеландской национальной сборной и выступил на чемпионате мира в Вене — в зачёте распашных безрульных двоек сумел квалифицироваться лишь в утешительный финал В и расположился в итоговом протоколе соревнований на девятой строке.
Благодаря череде удачных выступлений удостоился права защищать честь страны на летних Олимпийских играх 1992 года в Барселоне. Вместе с партнёрами по команде Крисом Уайтом, Пэтом Пиплзом и Кэмпбеллом Клейтоном-Грином в программе четвёрок безрульных вышел в главный финал А и финишировал в решающем заезде шестым.
В 1994 году стартовал на мировом первенстве в Индианаполисе, став в четвёрках с рулевым седьмым.
В 1995 году в безрульных четвёрках закрыл десятку сильнейших на чемпионате мира в Тампере.
Находясь в числе лидеров гребной команды Новой Зеландии, благополучно прошёл отбор на Олимпийские игры 1996 года в Атланте — на сей раз в четвёрках безрульных совместно с Аластэром Макинтошем, Ианом Райтом и Крисом Уайтом остановился уже в предварительных квалификационных заездах.
После атлантской Олимпиады Браунли остался в составе новозеландской национальной сборной на ещё один олимпийский цикл и продолжил принимать участие в крупнейших международных регатах. Так, в 1998 году в восьмёрках он стал пятым на этапе Кубка мира в Хазевинкеле и десятым на мировом первенстве в Кёльне.
В 1999 году в безрульных четвёрках показал четвёртый результат на чемпионате мира в Сент-Катаринсе.
В 2000 году в программе безрульных четвёрок выиграл серебряные медали на этапах Кубка мира в Вене и Люцерне. На Олимпийских играх в Сиднее занял в той же дисциплине шестое место, при этом его партнёрами были гребцы Тони Данлоп, Роб Хельстрём и Дейв Шапер.
Впоследствии занимался бизнесом, работал на руководящих постах в сфере грузоперевозок.
Его двоюродный брат Джерри Браунли является высокопоставленным политиком, многолетним членом Парламента Новой Зеландии от Национальной партии.